# Pronoides ampliabdominis
Pronoides ampliabdominis is een spinnensoort in de taxonomische indeling van de wielwebspinnen (Araneidae).
Het dier behoort tot het geslacht Pronoides. De wetenschappelijke naam van de soort werd voor het eerst geldig gepubliceerd in 2006 door Da-xiang Song, Zhang & Zhu.